# Quadriga (fyrspann)

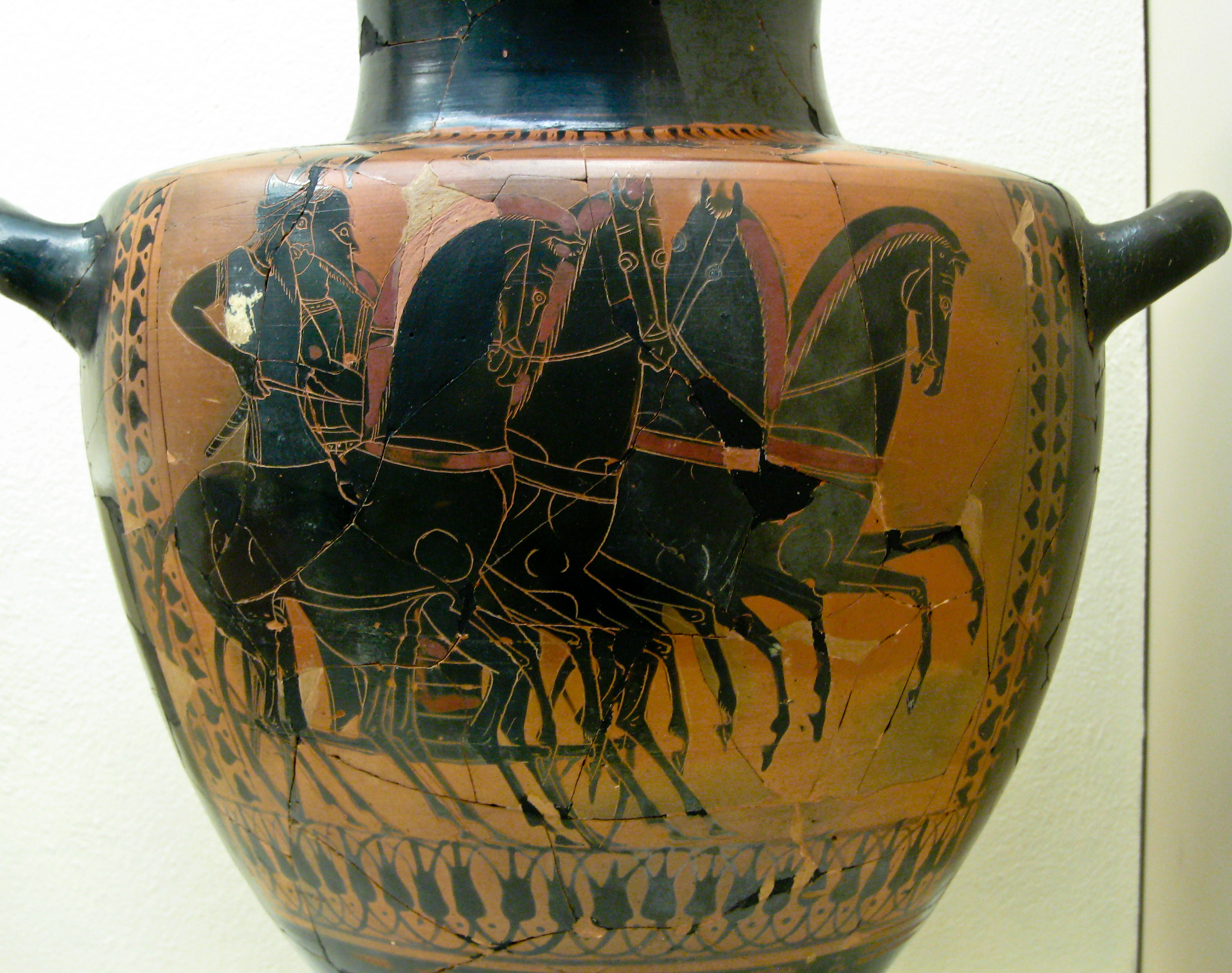
Quadriga med körsven och en tungt beväpnad fotsoldat, 500-talet f.Kr.

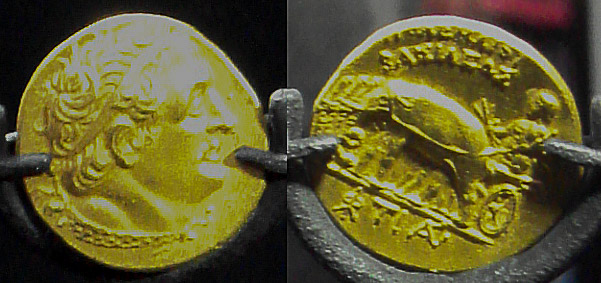
Myntet till höger visar Ptolemaios I Soter på en quadriga med förspända elefanter. Myntet är slaget till minnet av hans framgångsrika fälttåg i Indien.

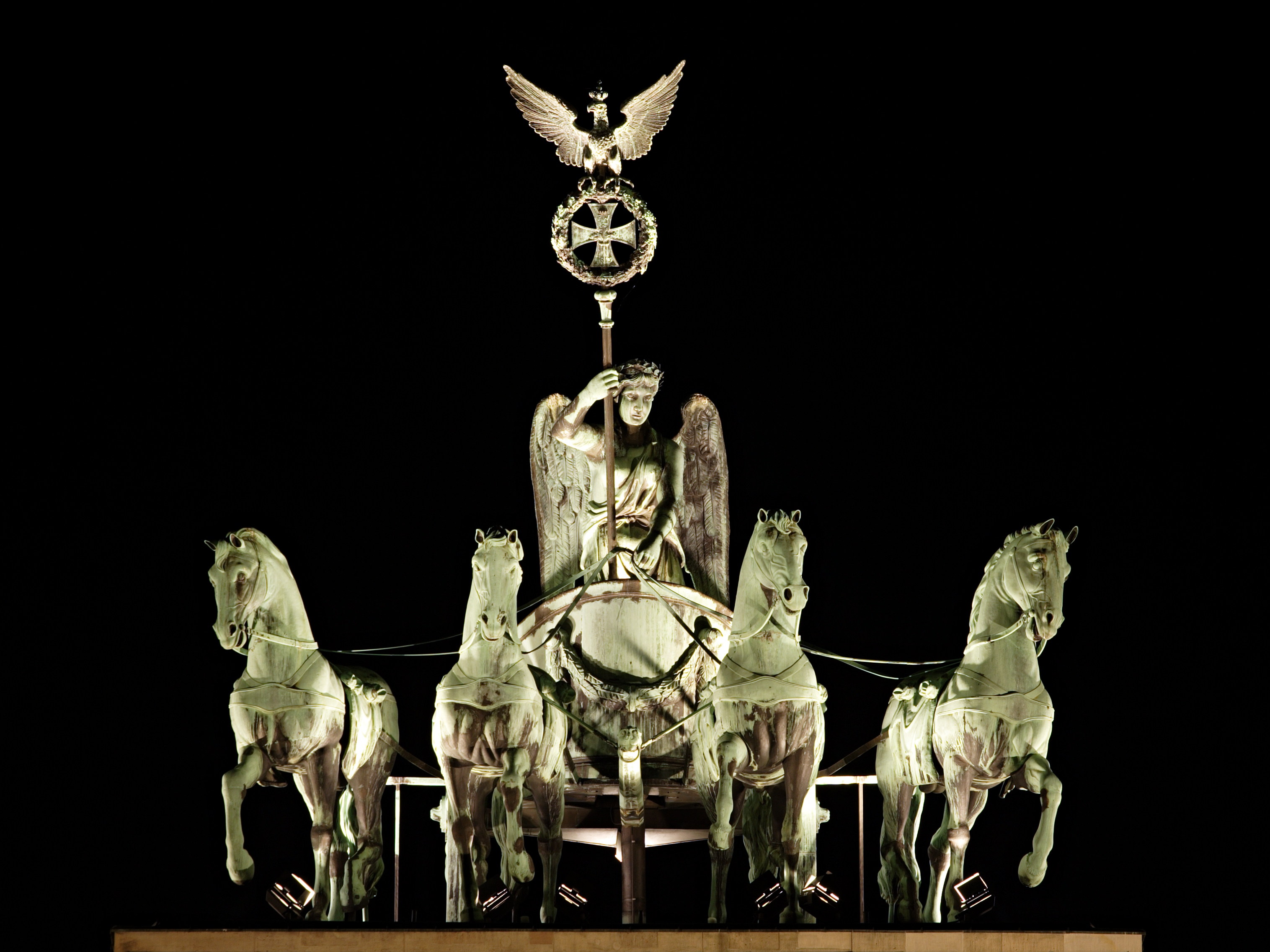
Fyrspannet på Brandenburger Tor i nattbelysning.

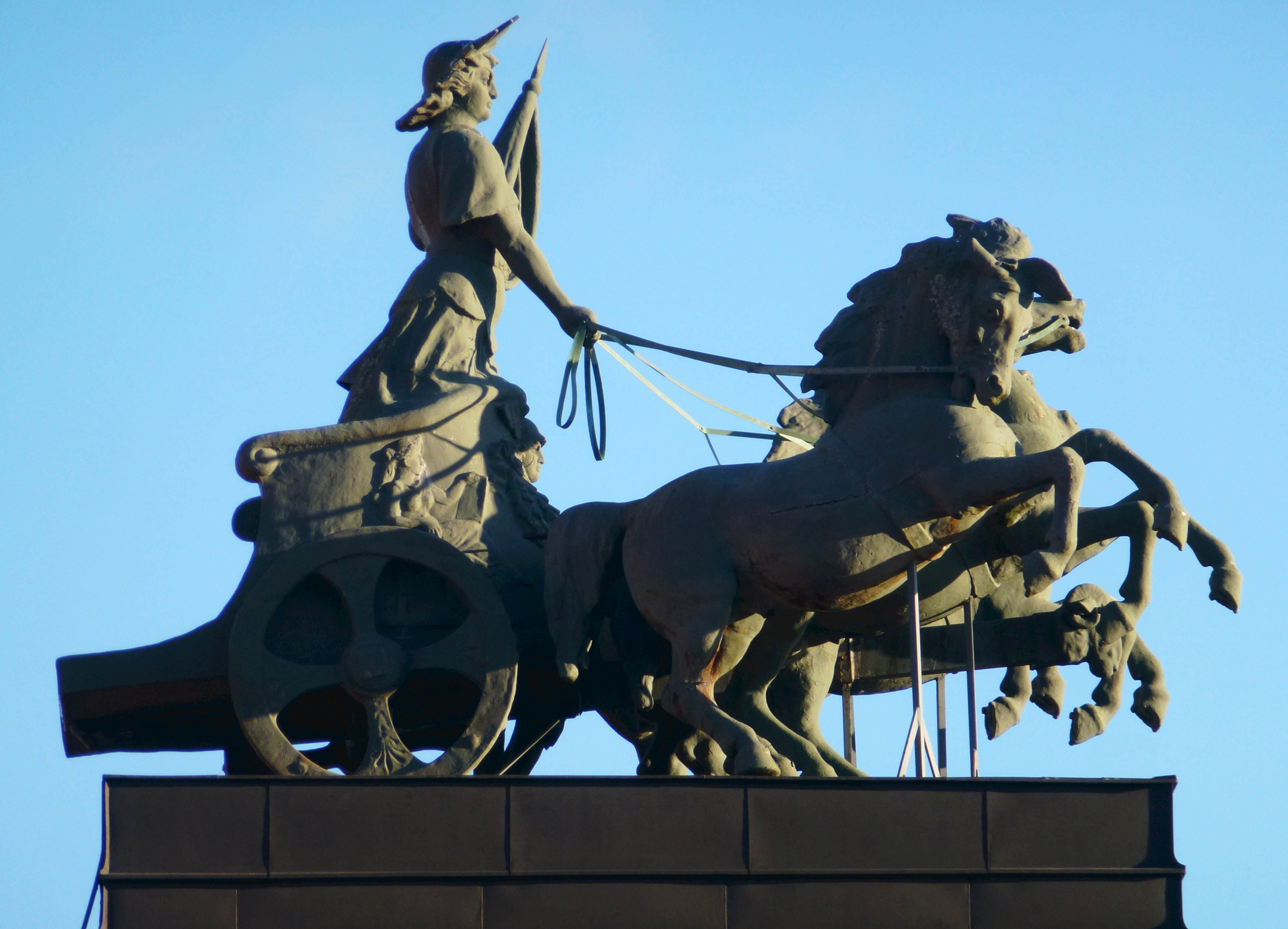
Carl Johan Dyfvermans fyrspann på Cirkus, Stockholm.

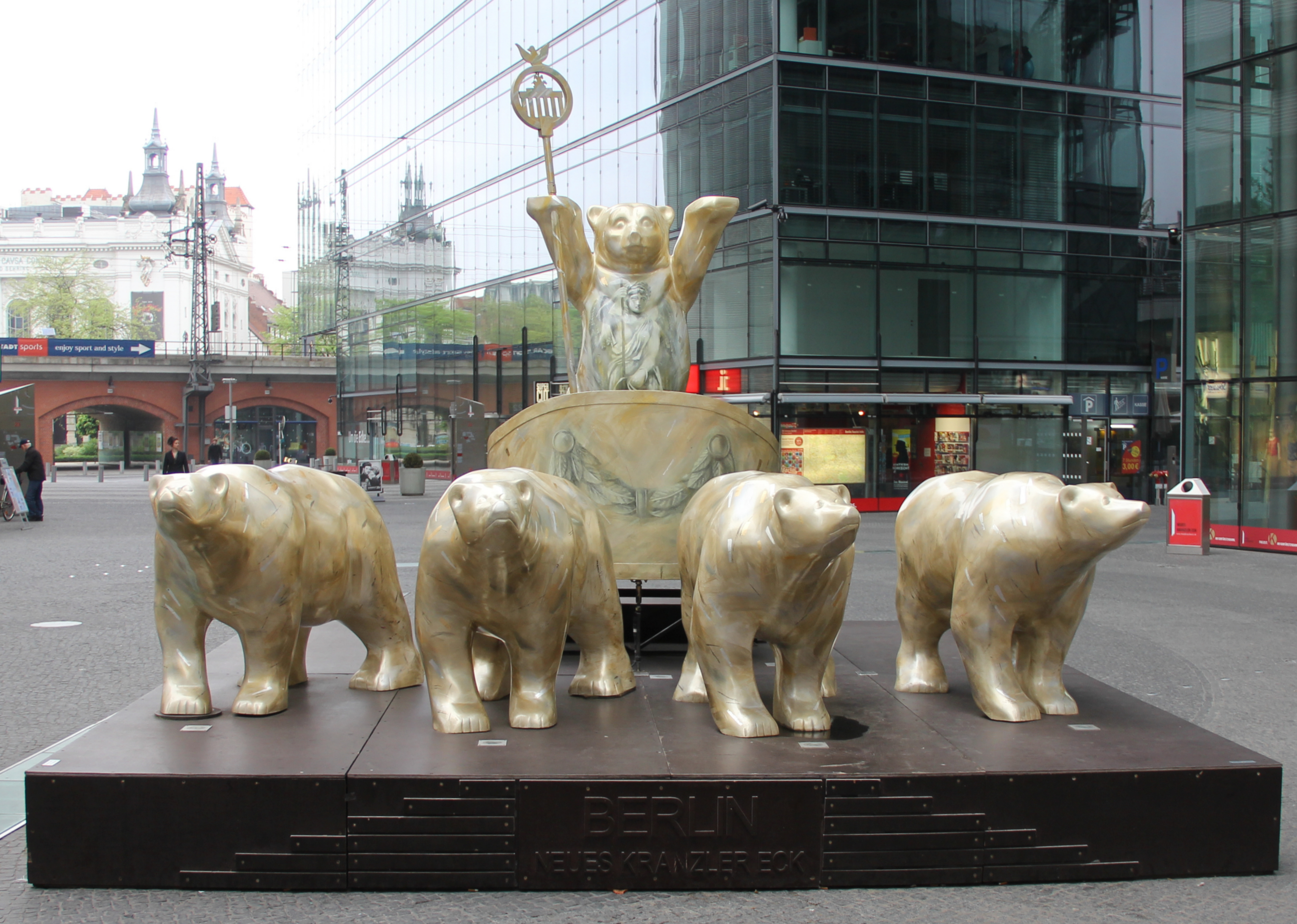
Buddy Bär-Quadriga i Berlin, Kurfürstendamm.

Quadriga (uttalas kvadriga) var i antiken en tvåhjulig vagn som var öppen baktill, vanligen försedd med endast en tistelstång och förspänd med fyra hästar i bredd. Quadrigan begagnades företrädesvis vid kappkörningar och festtåg men även som stridsvagn i krig. Körsvennen som körde quadrigan benämndes quadrigarius, det vill säga mannen som tyglar fyra hästar.

## Kappkörning
Kappkörning med fyrspann förekom första gången i de 25:e olympiska spelen i Grekland år 680 f.Kr. Dessa tävlingar ägde rum på en särskild arena, större än de vanliga olympiska arenorna. Vagnen i spannet var alltid tvåhjulig och kusken stod upp och tyglade de fyra hästarna, som var spända i bredd. Quadrigan var en enkel konstruktion i trä för att få den så lätt som möjligt.
Romarna, som efterliknade grekerna i många avseenden, övertog seden med kappkörning. Tävlingarna ägde i allmänhet rum på Circus Maximus belägen mellan Palatinen och Aventinen och som anlades redan i början av 500-talet f.Kr. Starten skedde från startgrindar nära Palatinen och banan kördes motsols i sju varv.
Quadrigan kördes med de två yttre hästarna bundna med en dragrem utan sele med de två mittersta hästarna spända i ett dubbelok. Den högra av dessa två ansågs vara den viktigaste. Innerhästen måste också vara stark för att kunna hålla farten och ta de mycket snäva svängarna på banan. Svängarna och det hårda underlaget – trots att det fanns ett lager sand över – förde med sig att det var den hästen som tog största risken att utsättas för hårda stötar och sträckningar och till och med brutna ben med sin position mellan innermuren eller målstoderna och de okade hästarna. Det fanns andra faror också. De var slag i ögat från en medtävlares piska eller en avskuren tunga genom för hårda tag i betslet liksom skador efter kontakt med andra vagnar eller hjulaxlar. Hästens svans kunde också trassla in sig i tömmarna och den bands därför ofta upp eller skars av.
Kapplöpningshästarna uppföddes omsorgsfullt och deras kroppsbyggnad och härstamning var viktig. De började inte tävla förrän de var fem år även om de började träna vid tre års ålder. De bästa hästarna kom från stuterier i Nordafrika eller Spanien och fördes till Rom på speciella skepp (hippago). De flesta var hingstar och de användes även för avel. 
Om hästarna var noggrant utvalda gällde detta inte kuskarna som körde dem. De var ofta slavar eller frigivna och i likhet med gladiatorerna hade de dåligt rykte och låg social rang. Tyglarna hölls normalt i vänster hand. För att få mer kraft kunde körsvennen också linda tyglarna runt kroppen och styra genom att flytta kroppsvikten. Piskan hölls i höger hand. De kunde avsiktligt orsaka en kollision genom att svänga ner tätt framför en medtävlare.

## Quadriga som medel för avrättning
Enligt Livius lät kung Tullus Hostilius avrätta en viss Mettus Fuffetius som påstods vara anstiftare av krig genom att spänna honom mellan två quadrigor, som sedan drevs i motsatta riktningar.

## Stridsvagn
Quadrigan användes också i krig. Krigsquadrigan var större och stadigare än quadrigan som användes vid kapplöpning. Den var dessutom förstärkt och kunde också förses med liar eller skäror och kallades då quadriga falcata. Quadrigan kördes av en soldat, benämnd quadrigarius, det vill säga mannen som tyglar fyra hästar. Idén med liar hade romarna fått via grekerna från perserna, som först använde dem mellan 467 och 458 f. Kr i Mindre Asien vid anfall mot grekernas tunga infanteri.  Krigsquadrigor hade begränsad användning och kunde bara användas i öppen terräng mot infanteri. 

## Processioner och monument
Quadrigan, rikligt prydd, användes ibland i processioner och kunde då dras av fyra elefanter. 
Ett känt monument med en quadriga finns ovanpå Brandenburger Tor i Berlin. Quadriga är ett pris som varje år sedan 2003 utdelas i Berlin (namnet anspelar på Brandenburger Tor) av föreningen Werkstatt Deutschland till fyra mottagare för pionjärinsatser inom politik, näringsliv eller kultur.